# Kućanstvo
Kućanstvo (u hrv. literaturi se javlja često i raširen srbizam domaćinstvo; ne poistovjećivati sa suprotnoznačnicom pojmu gostovanje) u ekonomskom smislu označava sustav koji se sastoji od najmanje jedne osobe (poslovni subjekt). Ako se kućanstvo sastoji od nekoliko ljudi (više osoba u kućanstvu) i ako su osobe bračno ili rodbinski vezani govori se o obitelji. Postoje i kućanstva u kojem osoba živi sama.

### Kućanstvo kao pojam u narodnom gospodarstvu
U narodnom gospodarstvu kućanstvo se smatra dijelom gospodarskog sustava u ulozi potrošača, štediše, ulagača, poduzetnika i kao pružatelj rada i kapitala a time u konačnici kao davatelj proizvodnih faktora je od središnje važnosti za gospodarski razvoj. 
Marketing je područje koje se se bavi pitanjem kako uvjeriti kućanstva više kupovati oglašenih proizvoda.

### Kućanstva u sociologiji
U sociologiji domaćinstva čine društveni sustav u kojem se mogu proučavati skupni procesi. 